# Певкари
Певкари (на гръцки: Πευκάρι) е село на остров Тасос в Северна Гърция.

## География
Селището е разположено в южната част на острова, между Лименария и Потос.

## История
Селището е създадено през 60-те години на територията на община Теологос.
| Година    | 1913 | 1920 | 1928 | 1940 | 1951 | 1961 | 1971 | 1981 | 1991 | 2001 | 2011 | 2021 |
| --------- | ---- | ---- | ---- | ---- | ---- | ---- | ---- | ---- | ---- | ---- | ---- | ---- |
| Население |      |      |      |      |      |      | 16   | 44   | 52   |      |      |      |